# Castell de Toralla
El castell de Toralla és una construcció en ruïnes al nord-est del poble homònim, a l'antic terme de Toralla i Serradell, actualment Conca de Dalt (Pallars Jussà), declarada bé cultural d'interès nacional. Està situat a uns 150 m a orient de l'església parroquial de Santa Maria de Toralla, dalt d'un turonet uns 70 m per damunt del poble.

## Història
Es tracta d'un antic castell termenat, documentat els segles ix i x. A la seva carta matrimonial, datable el 1057, el comte Artau I de Pallars Sobirà separà Toralla i Santa Engràcia de la resta de castells, amb els quals dotà la seva muller Llúcia, per a donar-ne la potestat als comtes de Barcelona Ramon Berenguer I i Almodis. El castell de Toralla fou successivament definit pel comte Artau I al seu cosí Ramon V de Pallars Jussà els anys 1066, 1072 i 1079. Finalment, el 1094, el comte Artau II, la seva muller Eslonça i el seu germà Ot el vengueren o permutaren a Ramon V.
A partir del començament del segle xii apareix el llinatge homònim de feudataris, que als segles següents tingué força importància en la vida pallaresa, amb diversos càrrecs de confiança dins de la sotsvegueria de Pallars. El 1645, Emerenciana de Toralla i de Gassol, varvassora de Toralla, es va casar amb Francesc de Sentmenat i de Perapertusa, baró de Sentmenat, i els seus descendents conservaren el castell i el títol fins a l'extinció de les senyories al segle xix.

## Descripció
Actualment, les restes del castell estan cobertes de vegetació, cosa que les fa de difícil reconeixement. Hi destaca una  torre de planta circular, construïda directament sobre la roca, la part conservada de la qual assoleix els 5 m d'alçada, i arriba als 2/3 del perímetre (a la banda de migdia); el diàmetre és d'uns 8 m. Exteriorment, presenta un parament amb dos nivells diferenciats; un primer d'uns 1,50 m a manera de sòcol, caracteritzat per un aparell de carreus (25 cm × 10 cm) de pedra calcària de color groguenc, i un segon d'uns 3,50 m, format per un aparell de bloc força grans i planes, majoritàriament de conglomerat, tot i que combinen amb algun de calcària groguenca.
Es conserva també un mur perpendicular a la torre, d'uns 6 m de llarg per 0,80 m d'amplada i uns 1,20 cm d'alçada, que ressegueix el límit sud-oest del cim i tanca tot el recinte per l'únic punt d'accés. El seu aparell també és molt irregular, amb grans pedres sense treballar, disposades en filades irregulars i lligat amb morter de calç i petites pedres.